# Длинноиглый шипощёк
Длинноиглый шипощёк (лат. Sebastolobus altivelis) — вид морских лучепёрых рыб семейства скорпеновых. Распространены в восточной части Тихого океана. Максимальная длина тела 39 см.

## Описание
Тело удлинённое, несколько сжато с боков, покрыто мелкой шероховатой чешуёй. Голова большая, заострённая, с мощными шипами. В верхней части головы расположено 8 пар шипов. Под глазами проходит продольный гребень с 8—10 сильными шипами. Большие глаза овальной формы, расположены в верхней части головы. Межглазничное пространство вогнутое. На первой жаберной дуге 21—26 жаберных тычинок. Рот конечный, большая верхняя челюсть перекрывает нижнюю. На обеих челюстях многочисленные мелкие зубы конической формы. В спинном плавнике 15—16 жёстких и 8—10 мягких лучей; колючая и мягкая части разделены выемкой; третий шип самый длинный. В анальном плавнике три колючих и 5—6 мягких лучей; второй колючий луч длиннее третьего луча. Грудные плавники с двумя долями, разделёнными небольшой выемкой; в них по 22—24 мягких луча. В брюшных плавниках один колючий и 5 мягких лучей. Хвостовой плавник усечённый или немного закруглённый. В боковой линии 28—32 прободённых чешуй. Голова и тела красноватого цвета, плавники с чёрными отметинами.

## Биология
Морские бентопелагические рыбы. Продолжительность жизни до 45 лет.

### Размножение и онтогенез
Икромечущий вид с внутренним оплодотворением. Длинноиглые шипощёки впервые созревают (50 % особей в популяции) при средней длине тела 17,8 см. Нерестятся в январе — апреле. Плодовитость зависит от размера самок и варьирует от 2-х до 50 тысяч ооцитов. Икра вымётывается в форме желеобразных кладок, обладающих положительной плавучестью, которые всплывают на поверхность воды. По данным других авторов плодовитость может достигать 450 тысяч икринок.
Продолжительность инкубационного периода составляет 3—4 недели. После вылупления личинки опускаются в более глубокие слои воды и нагуливаются на глубине до 200 м в течение 6—7 месяцев. После этого молодь перемещается в мезопелагиаль на глубину до 600 м, где остаётся в течение одного года. По достижении длины тела 5,5 см неполовозрелые особи длинноиглых шипощёков переходят к жизни в придонных слоях воды на глубине до 1700 м.

### Питание
Молодь длинноиглых шипощёков питается эвфаузидами (Euphausia pacifica и Nematoscelis difficilis). В состав рациона взрослых особей входят офиуры (Ophiophthalmus normani) и другие придонные организмы (например, крабы Chionoecetes tanneri; миктофовые и мелкие шипощёки).

## Ареал и места обитания
Распространены в северо-восточной части Тихого океана от Алеутских островов и залива Аляска вдоль побережья Северной Америки до Нижней Калифорнии. Обитают на глубине от 200 до 1757 м, обычно на глубинах 500—1300 м, над песчаными и илистыми грунтами.

## Хозяйственное значение
Имеет ограниченное промысловое значение у берегов Британской Колумбии и в заливе Аляска. Ловят донными тралами и ярусами. В 2000-е годы ежегодные уловы составляли около 700 тонн.